# James Murray (Schauspieler, 1901)
James T. Murray (* 9. Februar 1901 in der Bronx, New York City; † 11. Juli 1936 in New York City) war ein US-amerikanischer Schauspieler, der hauptsächlich durch seine Hauptrolle in dem Stummfilm-Klassiker Ein Mensch der Masse (The Crowd) aus dem Jahr 1928 in Erinnerung geblieben ist.

## Leben und Karriere
James Murray wollte schon früh Schauspieler werden, versuchte sich aber zeitweise auch als Kunststudent, Tellerwäscher, Florist, Model und Versicherungsangestellter. Sein Filmdebüt gab er 1924 in dem von Studenten gedrehten Stummfilm The Pilgrims, wonach er nach Hollywood zog, um dort als Schauspieler zu arbeiten. Murray schlug sich zunächst rund drei Jahre als Komparse durch.
Der Durchbruch kam, als Regisseur King Vidor ihn unter einer Gruppe Komparsen entdeckte und nach Probeaufnahmen für die Hauptrolle in seinem ambitionierten Stummfilm Ein Mensch der Masse (The Crowd) verpflichtete. In The Crowd spielt Murray die Hauptrolle des jungen Familienvaters John Sims, der daran verzweifelt, in der modernen Großstadt- und Industriegesellschaft nicht übers Mittelmaß hinauszukommen. Vidor wollte für die Figur des gewöhnlichen Mannes unbedingt einen Unbekannten, dem das Publikum sein Schicksal im Gegensatz zu etablierten Hollywood-Stars ganz abkaufen konnte. The Crowd war bei seiner Premiere gleichermaßen ein internationaler Publikums- und Kritikerfolg, bis heute gilt er als einflussreicher Klassiker der Filmgeschichte. Nicht zuletzt wird Murrays Darstellung immer wieder hervorgehoben: der All Movie Guide sieht seine Darstellung als eine der einprägsamsten der Stummfilmära, und David Thomson schrieb, Murray sei „so natürlich, so stark und so verletzlich, dass er den gesamten Film zusammenhält“.
Nach seiner überzeugenden Darbietung in The Crowd erhielt Murray einen Vertrag bei Metro-Goldwyn-Mayer, Vidor und MGM-Produktionschef Irving Thalberg hielten ihn für eines der größten Naturtalente, das ihnen je begegnet war. Weitere Hauptrollen spielte er an der Seite von Joan Crawford in Rose-Marie (1928) oder in William Wylers Krimi The Shakedown (1929) neben Barbara Kent. Eine weitere Zusammenarbeit mit King Vidor war bei der Komödie Es tut sich was in Hollywood (1928) geplant. Er tauchte aber für seine Hauptrolle nicht am Filmset auf, wohl um seine Unabhängigkeit von seinem Entdecker zu zeigen, und wurde betrunken auf dem MGM-Gelände gesehen. Nach drei Tagen Wartezeit wurde William Haines an seiner Stelle besetzt. Murray hatte offenbar schon vor The Crowd eine Alkoholabhängigkeit entwickelt und galt bald als persönlich unzuverlässig. Sowohl sein Vertrag bei Metro-Goldwyn-Mayer als auch ein späterer bei Universal Studios wurden wegen Alkoholproblemen aufgelöst. 1930 wurde er wegen Fahrens unter Alkoholeinfluss angeklagt und erschien betrunken vor Gericht, woraufhin er zu sechs Monaten Haft verurteilt wurde. Hinzu kamen die beginnende Great Depression und der Wechsel in den Tonfilm, die eine Zeit des großen Umbruchs für Hollywood bedeuteten.
Nach seiner Entlassung aus dem Gefängnis fand er sich vor allem in B-Filmen wieder, wenngleich noch einige substanzielle Rollen wie neben Ruth Chatterton in Frisco Jenny (1932) folgten. Seine 1933 geschlossene Ehe mit Marion Sayers, die seine zweite nach einer geschiedenen Ehe zwischen 1928 und 1930 war, ein Alkoholentzug und ein neuer Vertrag bei Warner Brothers schienen ihm noch einmal ein Comeback zu ermöglichen, doch der Abwärtstrend setzte sich weiter fort. Ab 1933 blieb Murray für seine Filmauftritte häufiger in den Credits unerwähnt. King Vidor traf ihn zu dieser Zeit noch einmal auf der Straße, wo er um Geld bettelte und äußerlich an Gewicht zugelegt hatte. Er bot ihm die männliche Hauptrolle in seinem Film Unser tägliches Brot (1934) an. Das Sozialdrama verfolgt das Leben von John Sims und seiner Familie weiter, die inmitten der Weltwirtschaftskrise in einem alternativen Lebensstil auf einer Farm ihr Glück versuchen. Vidor verlangte für die Hauptrolle, dass Murray einen Alkoholentzug mache, wozu er aber für „eine lausige Rolle“ nicht bereit war. Einen seiner letzten Auftritte hatte er 1936 in dem Tonfilm-Remake von Rose-Marie, nunmehr aber nicht mehr in der männlichen Hauptrolle, sondern als Komparse.
Zuletzt lebte Murray in New York, wo er ein Comeback auf Theater- und Vaudeville-Bühnen versuchte, aber obdachlos war. Im Juli 1936 wurde seine Leiche im Hudson River gefunden; es gilt als unklar, ob er durch einen Unfall starb oder ob es Suizid war. Hans Helmut Prinzler schreibt dazu, Murray habe sich am New Yorker Hafenbecken einen Spaß erlaubt und so getan, als balancierte er auf einem Hochseil. „Er rutschte aus und fiel ins Wasser. Seine Freunde dachten, es wäre lediglich ein neuer Gag, an dem Jimmy arbeitete.“ Niemand sei ihm deshalb zunächst hinterhergesprungen.
Sein jüngerer Bruder Harry Murray war ebenfalls Schauspieler, zeitweiliges Stuntdouble von John Gilbert und späterer Fernsehproduzent. Er hatte wie sein Bruder Alkoholprobleme, konnte sie aber überwinden und starb erst 2002 mit 98 Jahren. King Vidor musste noch Jahrzehnte nach Murrays Tod häufiger an diesen denken und schrieb über ihn in den 1970er-Jahren ein Drehbuch mit dem Titel The Actor. Er bemühte sich hochbetagt um eine Verfilmung, bei der Robert De Niro und Ryan O’Neal Kandidaten für die Hauptrolle waren, konnte sie aber vor seinem Tod nicht mehr verwirklichen.

## Filmografie
- 1924: The Pilgrims (Kurzfilm)
- 1927: Tillie the Toiler
- 1927: In Old Kentucky
- 1927: The Lovelorn
- 1928: Ein Mensch der Masse (The Crowd)
- 1928: Rose-Marie
- 1928: In den Händen der Polizei (The Big City)
- 1928: The Little Wildcat
- 1929: Zwischen den Seilen (The Shakedown)
- 1929: Lokomotive 2329 (Thunder)
- 1929: Shanghai Lady
- 1930: The Rampant Age
- 1930: Hide Out
- 1931: Bright Lights
- 1931: Kick-In
- 1931: Hold 'er Sheriff (Kurzfilm)
- 1931: Trapped (Kurzfilm)
- 1931: In Line of Duty
- 1932: The Reckoning
- 1932: Alaska Love (Kurzfilm)
- 1932: The Hollywood Handicap (Kurzfilm)
- 1932: Bachelor Mother
- 1932: Frisco Jenny
- 1933: Air Hostess
- 1933: High Gear
- 1933: Central Airport
- 1933: Heroes for Sale
- 1933: Baby Face
- 1933: Havana Widows
- 1934: Now I’ll Tell
- 1935: Twenty Dollars a Week
- 1935: The Drunkard
- 1935: Der Verräter (The Informer)
- 1935: Ship Cafe
- 1935: Skull and Crown
- 1936: Rose-Marie
- 1936: San Francisco